# Іджош (Воєводина)
Іджош (серб. Иђош) — село в Сербії, належить до общини Кікинда Північно-Банатського округу в багатоетнічному, автономному краю Воєводина. Розташоване в історико-географічній області Банат.

## Населення
Населення села становить 2195 осіб (2002, перепис), з них:
- серби — 1916 — 88,13%;
- мадяри — 61 — 2,80%;
- югослави — 55 — 2,52%;

Решту жителів  — з десяток різних етносів, зокрема: хорвати, роми, македонці і кілька русинів-українців.

## Примітки

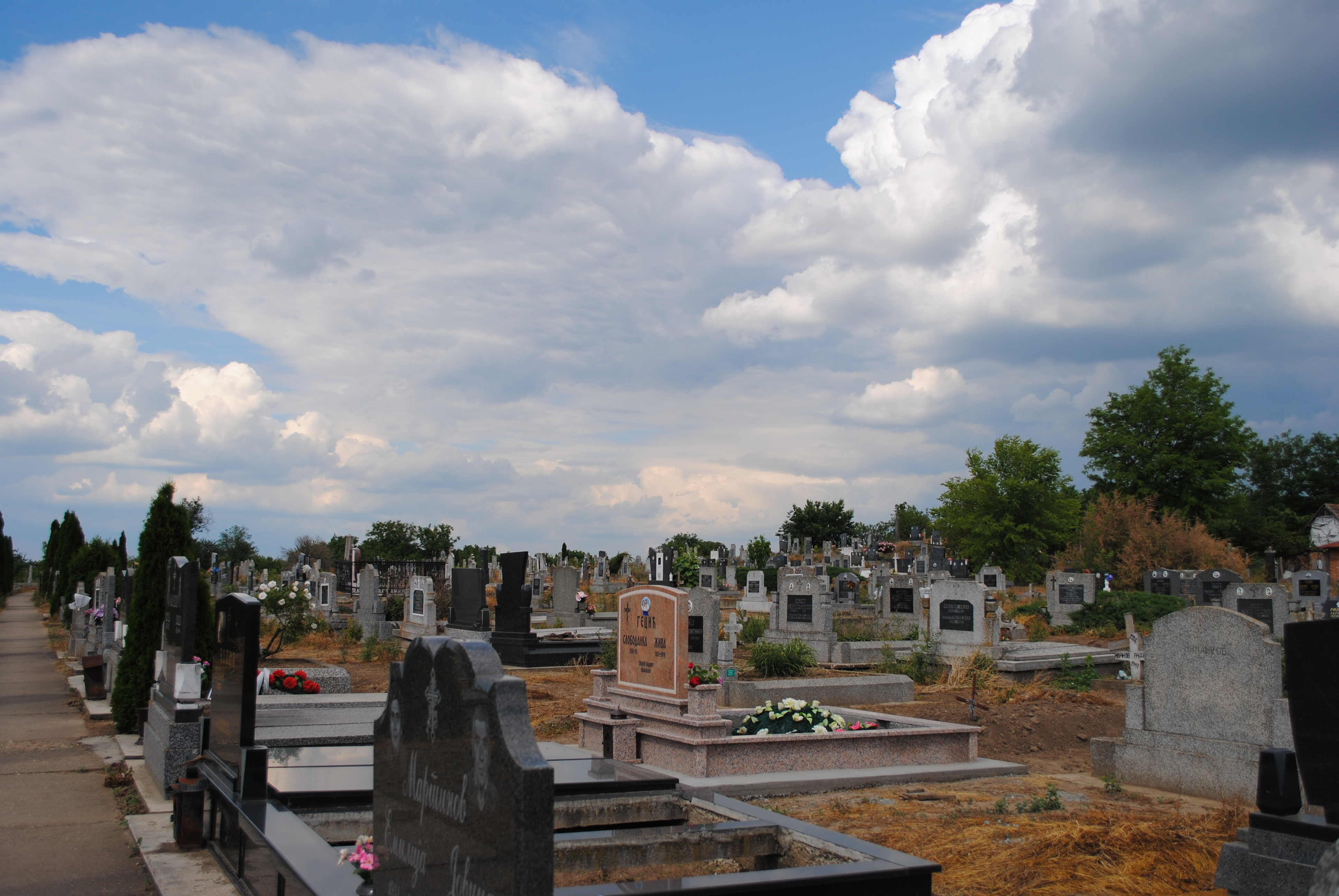
Православне кладовище